# Sunye
Min Sun-ye (hangul: 민선예), mer känd under artistnamnet Sunye, född 12 augusti 1989 i Seoul, är en sydkoreansk sångerska och skådespelare.
Hon var tidigare medlem i den sydkoreanska tjejgruppen Wonder Girls från gruppens debut 2007 till det att hon lämnade den 2014.

## Diskografi

### Soundtrack
| År   | Titel               | Topplacering          | Serie                   |
| År   | Titel               | Sydkorea (Gaon Chart) | Serie                   |
| ---- | ------------------- | --------------------- | ----------------------- |
| 2007 | "Ilwoljiga"         | —                     | Conspiracy in the Court |
| 2011 | "Maybe"             | —                     | Dream High              |
| 2012 | "The Sound of Love" | —                     | Feast of the Gods       |
| 2012 | "Come to Me"        | —                     | Ohlala Couple           |

## Filmografi

### Film
| År   | Titel              | Roll                       |
| ---- | ------------------ | -------------------------- |
| 2010 | The Last Godfather | cameoroll med Wonder Girls |